# Zeng Fanzhi
Zeng Fanzhi - 曾梵志; en xinès simplificat: Zēng Fànzhì, en pinyin (Wuhan, província de Hubei, 1964) és destacat i reconegut artista contemporanis de la Xina, amb influència per tot el panorama artístic global. La seva obra és aclamada per la seva profunditat emocional i la seva tècnica innovadora. L seva obra barreja magistralment elements de l’art tradicional xinès amb influències de moviments occidentals, com l’expressionisme alemany, creant una estètica única que desafia les normes convencionals i planteja un nou paradigma.
Conegut per la seva capacitat d’explorar temes de gran complexitat com son l’alienació, la identitat i el malestar existencial en una societat en canvi constant. Fanzhi capta les complexitats de la vida urbana xinesa en un marc històric de profunda transformació. La seva sèrie més coneguda, “Mask” (Màscara), s’iniciada a mitjans de la dècada dels anys 90, representant figures amb intrigants màscares que amaguen rostres vulnerables i carregats d’emoció, éssent símbol del distanciament emocional i la desconnexió que va sentir durant la transició d’una Wuhan de caràcter provincial a una Pequín ja cosmopòlita en plena modernització.
El seu estil es característic per emprar pinzellades enèrgiques i vibrants que confreontan la rigidesa de la forma i projecten un dinamisme notori. Aquestes tècniques expressives no només es limiten als retrats humans, sinó que també s’aplica als paisatges, on combina les tradicions pictòriques xineses amb una aproximació contemporània a l’abstracció. L’interès de Zeng per la història de l’art i la filosofia l’ha impulsat a explorar temes universals de l’experiència humana, des de la fragilitat de la figura humana mès essencial fins a la interacció de l’home envers la natura.
Va créixer a Wuhan durant un període de grans tensions tant polítiques com socials, on Zeng va ser testimoni de les conseqüències de la Revolució Cultural així com l’obertura econòmica que va arribar posteriorment a la Xina. Van ser experiències que van deixar una empremta en la seva concepció artística. A la dècada dels 80, va estudiar a l'Acadèmia de Belles Arts de Hubei, on va començar a forjar el seu llenguatge i identitat artística, rebent gran influència de la tradició pictòrica xinesa i per la seva posterior exposició a les avantguardes occidentals. Aquesta vertent dual es fa evident en la seva obra, que dialoga constantment entre Orient i Occident, tradició i contemporaneïtat.
Fanzhi ha estat objecte de nombroses exposicions internacionals en alguns dels museus i galeries “blue-chip” de gran renom, arreu del món, consolidant-se com una figura destacada en l’escena artística contemporània. Compta amb  obres que es venen per milions de dòlars en subhastes, que han deixat una marca trascendent en el mercat de l’art. A més a més, el seu treball continua sent objecte d’estudi i apreciació per part d’experts d’arreu del món.

## Primers anys i infància
Zeng Fanzhi va créixer envoltat per paisatges urbans amb abundància de fàbriques, canals contaminats i barris de classe obrera. Aquest entorn dur i sovint deshumanitzant es reflecteix en l’artista ja des de la seva infància, influenciant el seu sentit de la realitat i la seva percepció (eminentment pessimista) del món que l’envoltava. Wuhan fou una ciutat marcada per la presència omnipresent de la política maoista, amb una gran presencia de pintades urbanes amb eslogans revolucionaris, alhora que s’enfrontava a l’implacable realitat d’una crisi econòmica i social, fruit de les polítiques del govern.
La infància de Zeng Fanzhi es va desenvolupar en un context on la societat xinesa es trobava en plena reconstrucció després de la desfeta de la Revolució Cultural (1966-1976). Aquesta època va estar marcada per un sentiment de constant vigilància així com contínua i severa repressió col·lectiva, on moltes famílies, inclosa la de Zeng, van viure una profunda incertesa. Aquest ambient inestable amb una imperant tensió i inseguretat es va transformar en una font d’inspiració artística per a ell anys més tard, ja que va començar a explorar els estadis més profunds de la consciència humana mitjançant la representació pictòrica.
Durant els seus primers anys, Zeng va desenvolupar una fascinació pel dibuix i la pintura com una vía per d’escapar de la crua realitat que l’envoltava. Trobà en l’art un refugi emocional, on poder processar l’entorn opressiu i estressant de la seva infantesa. Aquesta necessitat d’expressió creativa es va convertir en un talent que va saber exprimir i que el va impulsar a perseguir una formació artística formal, tot i les dificultats que això podia implicar en una Xina on l’art estava encara força condicionat per les ideologies governamentals.
L’entorn domèstic de Zeng Fanzhi tampoc va estar exempt d’influències de tipus artístic i cultural. La seva família el va educar focalitzant el respecte pels valors tradicionals xinesos, però també va haver d’enfrontar-se als canvis constants que portaven les reformes del líder Deng Xiaoping, amb la introducció de nous models de desenvolupament econòmic i una creixent influència occidental. Tot plegat va contribuir a crear una identitat complexa i a desenvolupar una perspectiva dual que es reflecteix clarament en el seu treball: un encreuament entre el passat i el present, entre la tradició i la modernitat.
Ja de petit, Zeng va mostrar un talent natural per a les arts visuals. Li agradava observar la gent al seu voltant, captant emocions i expressions, les quals no es podien verbalitzar dins una societat on la llibertat d’expressió era limitada. Aquest interès per la condició humana, juntament amb l’exposició a un entorn urbà que sovint reflectía un profund alienació, van ser factors decisius en la seva sensibilitat artística. La seva obra futura estaria marcada per aquesta capacitat d’entendre i reflectir la complexitat de l’experiència humana, una característica que es va començar a forjar des dels seus inicis a Wuhan.

## Educació artística
Passada la seva infantesa a Wuhan, Fanzhi va decidir aprofundir en el seu talent artístic i va ingressar a l'Acadèmia de Belles Arts de Hubei, una de les institucions més respectades del sud de la Xina, a finals de la dècada dels 80. Aquesta decisió no va ser pas fàcil, ja que el context cultural i polític d’aquella època encara estava marcat per les restes de la Revolució Cultural i el control governamental sobre l’expressió artística. Tot i així, l’Acadèmia li va oferir una plataforma per començar a definir la seva veu artística.
Durant els seus anys de formació a l’acadèmia, Zeng va estudiar de manera intensiva les tècniques tradicionals de la pintura xinesa, que inclouen l’ús de tinta i cal·ligrafia, així com l’apreciació per la composició i la precisió que caracteritzen l’art xinès clàssic. No obstant això, es va sentir atret per les avantguardes artístiques occidentals, especialment l’expressionisme alemany, que va descobrir a través dels llibres i reproduccions limitades que arribaven al país. Aquest moviment, amb artistes com Max Beckmann, Otto Dix i Emil Nolde, el va captivar pel seu ús predominant del color, les figures distorsionades i l’accentuació en l’expressió emocional i psicològica.
Aquesta dualitat en la seva formació: la tradició xinesa i la influència occidental: va resultar decisiva per a Zeng. Els seus professors, alguns d’ells pintors formats en la tradició realista socialista, esperaven que els estudiants s’adhereixin a l’estil governamental oficial, caracteritzat per representacions heroiques i idealitzades de treballadors i líders comunistes. Malgrat aquestes expectatives, Zeng va començar a experimentar amb formes i colors més expressius, i va trencar amb les convencions establertes, mostrant una preocupació per la condició humana que era poc comuna en aquell moment.
Una experiència que va marcar profundament el seu desenvolupament artístic durant la seva educació va ser la seva visita als hospitals de Wuhan, on va observar directament el patiment, la vulnerabilitat i la cruesa de la realitat humana. Aquestes impressions es van convertir en la base de la seva sèrie “Hospital” i “Meat”, que va pintar encara com a estudiant. Aquestes obres, presenten figures amb mirades angoixades i cossos que transmeten un gran patiment, revelant així com els seus estudis li van proporcionar no només la tècnica, sinó també un punt de partida per explorar temes existencials i socials.
L’acadèmia també li va oferir una exposició a altres estudiants que, com ell, estaven interessats en plantejar altres tipus d’art. Això va crear un ambient de debat i experimentació, on Zeng va començar a plantejar-se qüestions sobre el paper de l’art en una societat com la seva. Aquesta formació artística no només li va proporcionar una base tècnica sòlida, sinó que també li va donar l’espai per desenvolupar un estil personal que unia l’expressió emocional i les preocupacions socials, un estil que acabaria sent un segell personal en la seva carrera professional.
Conclosa la seva formació, Zeng ja havia començat a guanyar notorietat per les seves innovadores propostes artístiques , i els seus treballs van cridar l’atenció de crítics i curadors. L’educació a Hubei li va permetre explorar els límits del que era acceptable dins l’art xinès de l’època, i al mateix temps li va oferir l’oportunitat de construir una base tècnica que continuaria desenvolupant i depurant a la seva trajectòria professional. Aquesta etapa de formació es va convertir en el fonament sobre el qual construiria una de les carreres més influents de l’art contemporani xinès.

## Influències i períodes artístics
La carrera artística de Zeng Fanzhi ha estat marcada per una evolució constant i una recerca incessant d’expressió, que el va portar a desenvolupar diversos períodes diferenciats en el seu treball. Després de la seva graduació a finals de la dècada dels 80, Zeng es va traslladar a Pequín, una ciutat que en aquell moment es trobava en ple procés de modernització i obertura al món exterior. Aquesta mudança va ser decisiva en la seva trajectòria, ja que Pequín es va convertir en un centre vibrant d’intercanvi cultural i idees noves, un entorn que li va permetre enriquir encara més el seu estil.
El primer període destacable de la seva obra, que va començar poc després de la seva arribada a Pequín, es caracteritza per les sèries “Hospital” i “Meat”. Aquestes obres reflecteixen una preocupació profunda per la vulnerabilitat humana, i es distingeixen per figures amb expressions de dolor que transmeten una sensació de desesperança i angoixa. Els cossos estan sovint representats amb una textura aspra i tènue, utilitzant un traç que recorda l’expressionisme alemany, però amb una sensibilitat pròpia, marcada per l’experiència xinesa. Aquestes primeres sèries també introdueixen el tema de l’aïllament i la deshumanització, conceptes que esdevindrien recurrents al llarg de la seva carrera.
A mitjans dels anys 90, Zeng va experimentar una evolució significativa en el seu estil amb la creació de la seva famosa sèrie “Mask”. Aquesta col·lecció representa un canvi en l’ús de l’espai i en l’estil pictòric, ja que les figures retratades, sovint amb vestimenta formal i màscares inexpressives, simbolitzen la desconnexió emocional i la hipocresia social en un context de canvi cultural i econòmic. Les màscares actuen com a barreres que oculten les veritables emocions dels personatges, suggerint una crítica subtil a la forma en que les persones es veuen obligades a interactuar, amagant la seva identitat en una societat on les aparences esdevenen essencials. Aquesta sèrie va consolidar la seva reputació com un dels artistes més originals i influents de la seva generació.
Després de la sèrie “Mask”, Zeng va continuar evolucionant, allunyant-se gradualment de les representacions figuratives per explorar formes més abstractes i conceptuals. Aquest canvi es va veure especialment en els seus treballs de paisatges, on va desenvolupar un estil que combina les tradicions de la pintura xinesa de tinta amb un enfocament contemporani. En aquestes obres, els paisatges estan representats amb un traç enèrgic, sovint fet amb múltiples pinzells simultanis, un procés que aporta dinamisme i desestabilitza la noció de composició clàssica. Aquestes pintures transmeten una sensació d’infinit, suggerint un retorn a la contemplació de la natura, però des d’una perspectiva moderna i abstracta.
A mesura que la seva carrera avançava, Zeng Fanzhi va començar a incorporar influències d’artistes i moviments occidentals, com Jackson Pollock, Willem de Kooning, Francis Bacon i Glenn Brown, sense perdre mai el vincle amb les seves arrels xineses. Aquesta barreja d’influències es fa evident en les seves obres més recents, que sovint juguen amb l’abstracció i la complexitat emocional, tot mantenint una profunditat filosòfica que ressona amb la tradició oriental. Aquest període també es va veure enriquit per la seva experimentació amb nous mitjans, incloent-hi escultures i instal·lacions, que li van permetre expandir la seva pràctica artística i abordar temes com la temporalitat i la transcendència.
La seva capacitat per adaptar-se i reinventar-se ha estat clau en la seva progressió com a artista. Zeng Fanzhi no s’ha limitat mai a una sola tècnica o temàtica, sinó que ha explorat de forma continuada, noves formes de comunicar la seva visió del món. Aquesta recerca constant ha fet que el seu treball es mantingui fresc i rellevant, connectant amb un públic global i alhora mantenint un profund arrelament en la seva pròpia identitat cultural xinesa. L’obra de Zeng, per tant, no només reflecteix una trajectòria artística en evolució, sinó també un diàleg constant amb les tensions i paradoxes del món contemporani.

## Interpretació de la cultura Pop
Un aspecte de l’obra de Zeng Fanzhi és la seva capacitat d’incorporar i reinterpretar elements de la cultura pop dins del seu llenguatge visual. A través d’aquesta aproximació, l’artista aborda la manera com la cultura globalitzada i popular afecta la societat contemporània, explorant les tensions entre les tradicions xineses i la influència creixent de l'Occident. Tot i que gran part de la seva obra està impregnada d’un profund sentit d’introspecció i angoixa existencial, Zeng ha utilitzat imatges i símbols de la cultura de masses per qüestionar la superficialitat i la velocitat amb què el món modern consumeix i descarta idees, valors i estils.
Un exemple clau de la seva interpretació de la cultura pop és l’ús d’icones reconegudes o estètiques inspirades en el consumisme i la moda. En algunes de les seves obres, Zeng ha incorporat colors i motius que evoquen la publicitat i l’estil visual de la societat de consum, posant en evidència com aquests elements poden desviar l’atenció de les qüestions més profundes de la vida. Aquesta exploració no és només una crítica, sinó també una reflexió sobre la manera en què la cultura pop s’ha integrat en la identitat xinesa, especialment en un país que ha viscut una ràpida urbanització i modernització en poques dècades.
Zeng també utilitza aquesta reinterpretació per tractar la relació complexa entre autenticitat i fingiment. Les seves obres poden incloure referències subtils a imatges culturals conegudes, però les subverteix per mostrar l’efecte alienant que té la cultura pop quan es presenta com una realitat substitutiva o escapista. A través de les màscares i les figures despersonalitzades, per exemple, l’artista ens fa reflexionar sobre com la cultura mediàtica fomenta una cultura de la imatge i del prestigi que amaga les veritables identitats dels individus.
En algunes de les seves obres més abstractes, Zeng Fanzhi fins i tot explora la fragmentació visual, evocant l’efecte de la sobresaturació d’imatges a les xarxes socials i els mitjans de comunicació. Això es manifesta en composicions que poden semblar caòtiques, amb una barreja de colors i línies que reflecteixen la confusió i el flux constant d’informació que dicta la nostra era. Aquesta complexitat visual no només actua com a metàfora de la cultura pop, sinó que també convida l’espectador a considerar com el consum de massa ha afectat la percepció de la realitat.
Així mateix, Zeng ha realitzat obres en què les seves figures icòniques es barregen amb referències a la cultura pop occidental, suggerint una hibridació cultural que il·lustra l’impacte de la globalització en l’art i la societat xinesa. Aquesta inclusió de referències culturals no és superficial; en canvi, serveix com a crítica irònica i sovint melancòlica dels valors que es promouen a través de la cultura de masses. La seva obra convida a una reflexió més profunda sobre el paper que la cultura pop juga en la nostra identitat col·lectiva i personal, destacant com aquesta pot ser tant un mitjà de connexió com un motor d’alienació.
D’aquesta manera, la interpretació de la cultura pop per part de Zeng Fanzhi transcendeix la simple incorporació d’elements mediàtics o comercials. S’utilitza com un mitjà per explorar la complexitat de la identitat contemporània i per posar en evidència les contradiccions inherents a viure en un món on la realitat s’ha convertit en un espectacle constant. Aquesta crítica subtil i alhora commovedora li permet mantenir una rellevància cultural i filosòfica en la seva obra, assegurant que el seu art ressoni amb un públic que viu submergit en les dinàmiques canviants de la societat moderna.

## Recepció de la crítica
La recepció crítica de l’obra de Zeng Fanzhi ha estat molt positiva tant a nivell nacional com internacional, i ha consolidat la seva reputació com un dels artistes més destacats de l’escena contemporània. Crítics com Karen Smith, experta en art xinès contemporani, han elogiat la seva capacitat per capturar la complexitat emocional i psicològica de l’experiència humana en un context de canvi social accelerat, destacant el seu estil singular que combina una tècnica magistral amb una profunda introspecció. La seva habilitat per expressar sentiments d’alienació, ansietat i vulnerabilitat ha estat particularment ben valorada, i Smith ha destacat com Zeng reflecteix de manera contundent les tensions entre l’individu i la societat en el món contemporani.
Els experts en art sovint es refereixen a la sèrie “Mask” com una de les grans fites de la seva carrera. El crític Li Xianting, conegut com el pare de l’art contemporani xinès, ha subratllat la manera en què aquestes obres fan visible l’aïllament emocional en una societat marcada per la superficialitat de les aparences. Aquesta sèrie ha estat interpretada per Li com una crítica subtil a les pressions socials i a la desconnexió que experimenten els individus en l’entorn modern, i s’ha destacat per la seva rellevància i per la seva capacitat d’interpel·lar el públic amb un missatge universal, malgrat estar profundament arrelada en la realitat xinesa.
La crítica també ha lloat el seu domini tècnic, especialment la manera com utilitza pinzellades dinàmiques i colors vius per transmetre emocions complexes. Philip Tinari, director del UCCA Center for Contemporary Art a Pequín, ha destacat els paisatges abstractes de Zeng, assenyalant la seva habilitat per actualitzar les tradicions de la pintura de paisatges xinesos amb un llenguatge visual contemporani. Aquesta síntesi de tradició i innovació ha estat considerada per Tinari com un exemple excel·lent de com l’art xinès pot evolucionar sense perdre les seves arrels culturals.
A més, s’ha comentat àmpliament la manera com Zeng Fanzhi ha sabut adaptar-se i reinventar el seu llenguatge artístic al llarg de les dècades, mantenint-se sempre rellevant i innovador. Aquesta capacitat de reinvenció ha estat un punt clau en les anàlisis crítiques, ja que experts com el crític d’art Hou Hanru consideren que Zeng ha sabut navegar amb èxit entre les expectatives del mercat de l’art internacional i les seves pròpies exploracions creatives. Alguns crítics han assenyalat que aquesta versatilitat el distingeix d'altres artistes contemporanis, permetent-li mantenir una veu artística única.
Tot i l’aclamació general, també hi ha hagut algunes crítiques constructives. Alguns observadors, com el crític d’art britànic Jonathan Jones, han qüestionat si l’obra de Zeng s’ha tornat massa estilitzada o previsible en els darrers anys, especialment a mesura que la seva fama ha crescut. No obstant això, fins i tot aquests comentaris subratllen la seva influència i importància, ja que el seu treball continua generant debat i anàlisi acadèmica. Així mateix, el seu impacte en el panorama artístic xinès ha estat destacat per estudiosos com el curador Wu Hung, que assenyala la seva contribució a la redefinició de l’art contemporani xinès en un context global.
Les seves exposicions han estat àmpliament cobertes per entitats com ArtForum, The New York Times, i The Art Newspaper, que han destacat la seva capacitat per atreure audiències diverses, des de col·leccionistes fins a acadèmics i amants de l’art. Museus i institucions de prestigi han exhibit la seva obra, contribuint a la seva reputació com un artista imprescindible per comprendre l’evolució de l’art contemporani. Aquest reconeixement es veu reflectit no només en l’interès per les seves exposicions, sinó també en l’anàlisi crítica continuada que elabora nous significats a partir de la seva pràctica artística.

## Impacte al mercat de l’art
Zeng Fanzhi ha experimentat una trajectòria ascendent en el mercat de l’art, passant de vendes de caràcter modesten als seus inicis a assolir preus rècord en subhastes internacionals. Durant els primers anys de la seva carrera, les seves obres es venien principalment en el mercat local xinès, amb preus que reflectien el seu estatus emergent. A mesura que la seva reputació creixia, especialment després de la sèrie “Mask”, les seves peces van començar a atraure l’atenció de col·leccionistes internacionals, incrementant significativament el seu valor al mercat.

### Vendes destacades
- Mask Series núm. 6 va ser venuda per HK $75 milions (US $ 9,6) milions. Christie's Hong Kong va establir un rècord de subhasta mundial per a l'artista el 2008.

- Hospital (2013), venuda a Christie’s Hong Kong per  HK $113 milions (US $ 14,5) milions

- Paradise (2014), una pintura feta per Zeng i adquirida per l'empresari Jack Ma per recaptar diners per a un grup de campanya ambiental, va ser venuda per HK $42 milions (US $ 5,4) milions de dòlars el 2015.

Un punt d’inflexió destacat va ser la venda de la seva obra “The Last Supper” (2001), que el 2013 va establir un rècord per a l’art contemporani asiàtic en ser subhastada per 23,3 milions de dòlars a Sotheby's Hong Kong. Aquest esdeveniment va consolidar la seva posició com un dels artistes xinesos més cotitzats.
Diversos col·leccionistes de renom han adquirit obres de Zeng Fanzhi. François-Henri Pinault, magnat francès i fundador de la Pinault Collection, posseeix diverses peces de l’artista. A més, institucions prestigioses com el Museu d'Art Modern de París han incorporat les seves obres a les seves col·leccions permanents, reconeixent el seu valor artístic i la seva influència.
Aquestes adquisicions per part de col·leccionistes privats i institucions públiques no només reflecteixen l’alta demanda de les seves obres, sinó també el reconeixement de la seva contribució significativa a l’art contemporani global. La seva presència en col·leccions de prestigi legitima la seva categoria.

## Representació i galeries
Al llarg de la seva carrera, Zeng Fanzhi ha estat representat per diverses galeries d’art de prestigi que han contribuït a la seva projecció internacional. Als seus inicis, va col·laborar amb ShanghART Gallery, una de les primeres galeries contemporànies establertes a la Xina, fundada el 1996 per Lorenz Helbling. Aquesta associació va ser fonamental per introduir l’obra de Zeng en el mercat de l’art xinès i internacional.
Posteriorment, Zeng va establir una relació amb la Gagosian Gallery, una de les galeries més influents a nivell mundial, amb seu a Nova York. Aquesta col·laboració va permetre a l’artista exposar en escenaris internacionals de primer nivell, ampliant la seva audiència i consolidant la seva reputació global.
A més, Zeng Fanzhi ha estat representat per Acquavella Galleries, una galeria de renom amb seu a Nova York, coneguda per la seva especialització en art modern i contemporani. Aquesta associació ha facilitat l’exposició de les seves obres a col·leccionistes i institucions d’art de prestigi.
Actualment, Zeng Fanzhi també col·labora amb Hauser & Wirth, una galeria internacional amb seus a ciutats com Londres, Nova York i Hong Kong. Aquesta associació ha permès a l’artista continuar expandint la seva presència en el mercat de l’art contemporani global.
Aquestes col·laboracions amb galeries de prestigi han estat essencials per al desenvolupament de la carrera de Zeng Fanzhi, proporcionant-li plataformes per exhibir la seva obra a nivell internacional i connectar amb una àmplia audiència de col·leccionistes i entusiastes de l’art.

## Exposicions
•1990: Zeng Fanzhi, Galería del Institut de Belles Artes de Hubei, Wuhan.
•1995: Zeng Fanzhi: Behind the Mask, Hanart TZ Gallery, Hong Kong.
•1995: Zeng Fanzhi Works 1993-1998, Galeria de l’Academia Central de Belles Arts, Beijing.
•1996: Zeng Fanzhi, ShanghART Gallery, Shanghái, Xina.
•1998: Zeng Fanzhi, ShanghART Gallery, Shanghái, Xina.
•1998: Zeng Fanzhi, Galerie de France, París, França.
•1999: Zeng Fanzhi, ShanghART Gallery, Shanghái, Xina.
•2000: Zeng Fanzhi, ShanghART Gallery, Shanghái, Xina.
•2001: Zeng Fanzhi, ShanghART Gallery, Shanghái, Xina.
•2002: Zeng Fanzhi, ShanghART Gallery, Shanghái, Xina.
•2003: Zeng Fanzhi, ShanghART Gallery, Shanghái, Xina.
•2004: Zeng Fanzhi, ShanghART Gallery, Shanghái, Xina.
•2005: Zeng Fanzhi, ShanghART Gallery, Shanghái, Xina.
•2007: Zeng Fanzhi: Idealism, Singapore Art Museum, Singapur.
•2007: Zeng Fanzhi, Musée d’Art Moderne de Saint-Étienne Métropole, Saint-Étienne, França.
•2009: Zeng Fanzhi, Museu Fundació Francisco Godia, Barcelona, Espanya.
•2010: Zeng Fanzhi, Rockbund Art Museum, Shanghái, Xina.
•2011: Zeng Fanzhi, Gagosian Gallery, Hong Kong, Xina.
•2012: Zeng Fanzhi, Gagosian Gallery, Londres, Regne Unit.
•2013: Zeng Fanzhi, Musée d’Art Moderne de la Ville de Paris, França.
•2015: Zeng Fanzhi: Paintings, Drawings and Two Sculptures, Gagosian Gallery, Nova York, Estats Units.
•2015: Zeng Fanzhi: The Louvre Project, ShanghART Gallery, Beijing, Xina.
•2016: Zeng Fanzhi: Parcours,Ullens Center for Contemporary Art (UCCA), Beijing, Xina.
•2017: Zeng Fanzhi: In the Studio, Hauser & Wirth, Hong Kong, Xina.
•2018: Zeng Fanzhi: Van Gogh, Van Gogh Museum, Ámsterdam, Paíssos Baixos.
•2019: Zeng Fanzhi: Abstract Landscape, Lisson Gallery, Londres, Regne Unit.
•2020: Zeng Fanzhi: New Works, Gagosian Gallery, Hong Kong, Xina.
•2023: Zeng Fanzhi: Old and New (Paintings 1988–2023), Museum of Art Pudong, Shanghái, Xina.
•2024: Zeng Fanzhi: Near and Far/Now and Then, Scuola Grande della Misericordia, Venècia, Itàlia.